# Evanchon maculatum
Evanchon maculatum är en insektsart som beskrevs av William D. Funkhouser 1937. Evanchon maculatum ingår i släktet Evanchon och familjen hornstritar. Inga underarter finns listade i Catalogue of Life.